# Tinka Kurti

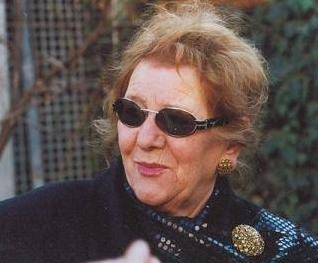
Tinka Kurti

Tinka Kurti (* 17. Dezember 1932 in Sarajevo, Königreich Jugoslawien) ist eine albanische Schauspielerin. In 60 Jahren Tätigkeit ist sie in über 50 Filmen und über 120 Theaterrollen aufgetreten.
Sie wurde als Volkskünstlerin Albaniens geehrt und gilt als Grande Dame des albanischen Kinos.

## Biographie
Tinka wurde in Sarajevo als ältestes von vier Geschwistern geboren. Ihr Vater Dedë Kolë Thani war Albaner, die Mutter Ungarin. Als sie fünf Jahre alt war, verließ ihre Familie Sarajevo und zog nach Shkodra in Nordalbanien, wo sie einen Großteil ihres Lebens verbringt und in jungen Jahren bereits dem Theater beitrat. Im Alter von 16 Jahren hatte sie ihren ersten Auftritt in einer Nebenrolle im Stück Dasma Shkodrane (Shkodraner Hochzeit).
1947 wurde sie von der Kunstschule in Tirana, dem Liceu Artiksti Jordan Misja, nach nur drei Monaten ausgeschlossen und konnte nie einen Abschluss machen. Sie verfolgte trotzdem ihre Schauspielkarriere weiter. 1949 wurde sie ins Ensemble des Migjeni-Theaters in Shkodra aufgenommen. Sie wirkte dort über 60 Jahre lang.
Kurti beschränkte sich aber nicht aufs Theater. Im Jahr 1958 wurde sie als weibliche Hauptrolle ausgewählt für den ersten albanischen Spielfilm Tana. Bei den Dreharbeiten mit Naim Frashëri wurde auch der erste Kuss im albanischen Film gedreht; die Szene wurde aber zensiert. In der Folge hatte sie zahlreiche Rollen in verschiedenen Filmproduktionen, darunter als Mutter Pashako in Yjet e netëve të gjata, als Mutter in Çifti i lumtur, als Sinjorina Mançini in Vajzat me kordele të kuqe und als Großmutter in Zemra e Nënës.
Tinka Kurti hatte einen Sohn, der ebenfalls Schauspieler war. Er starb 2018 im Alter von 65 Jahren.

« Pilier féminin du théâtre et du cinéma albanais pendant plus d'un demi-siècle, elle a joué sur tous les registres et créé des personnages aussi diversifiés que convaicants. »

„Als weibliche Stütze des albanischen Theaters und Kinos während mehr als einem halben Jahrhundert hat sie in allen Genres gespielt und Charaktere geschaffen, die so vielfältig wie überzeugend sind.“

2003 produzierte der Schauspieler und Regisseur Esat Teliti eine biographische Dokumentation, um ihr Wirken zu würdigen. Es trägt den Namen „Tinka“.
Kurti steht auch in hohem Alter noch vor der Kamera. Sie sagte, dass sie weder das Alter noch den Tod fürchten, einzig das Altern des Gehirns. „Prandaj dua të punoj.“ (deutsch: „Deshalb liebe ich es zu arbeiten.“)

## Filmografie
- 1958: Tana
- 1970; Guximtarët (Die Fröhlichen)
- 1972: Yjet e netëve të gjata (Die Sterne der langen Nächte)
- 1973: Operacion Zjarri (Operation Feuer)
- 1975: Lumë drite (Fluss des Lichts)
- 1975: Çifti i lumtur (Glückliches Paar)
- 1976: Emblema e dikurshme (Das ehemalige Emblem)
- 1978: Vajzat me kordele të kuqe (Mädchen mit roten Schlaufen)
- 1978: Gjeneral gramafoni (General Plattenspieler)
- 1980: Nusja (Die Braut)
- 1980: Mengjeze te reja (Neue Morgen)
- 1981: Si gjithë të tjerët (Wie alle anderen)
- 1982: Qortimet e vjeshtës (Vorwürfe des Herbsts)
- 1982: Besa e kuqe (Der rote Glauebn)
- 1985: Hije që mbeten pas (Zurückgelassene Schatten)
- 1987: Në emër të lirisë (Im Namen der Freiheit)
- 1995: Zemra e Nënës (Das Herz der Mutter)
- 1998: Nata (Die Nacht)
- 2006: Etjet e Kosoves (Kosova: Desperate Search)
- 2008: Mira
- 2009: Ne dhe Lenini (Lenin und wir)
- 2009: Familjet (Familien)
- 2009: Gjalle! (Alive!)
- 2012: Ne Kerkim te Kujt
- 2014: Bota
- 2015: De l'autre côté de la mer – 2015